# Spryciarz
Spryciarz (ang. Frauds) – australijska komedia kryminalna z 1993 roku w reżyserii Stephana Elliotta.

## Fabuła
Dorośli Jonathan Wheats i jego najlepszy przyjaciel Michael Allen wciąż lubią się wygłupiać i mimo dorosłego wieku mają dziecinne poczucie humoru. Ich zachowanie nie spotyka się z pozytywnym odbiorem przez żonę Jonathana. Gdy pewnej nocy Beth wraca do domu, zastaje w nim włamywaczy. Pod wpływem emocji za pomocą broni zabija zamaskowanego włamywacza. Owym złodziejem okazał się być Michael. Wkrótce Beth zostaje uniewinniona, ze względu na to, że działała w samoobronie, a śmierć mężczyzny była przypadkowa. Kiedy Jonathan zgłasza kradzież, firma ubezpieczeniowa przysyła swojego człowieka, Rolanda Coppinga (Phil Collins), aby zbadał sprawę na miejscu. 

## Obsada
- Phil Collins jako Roland Copping
- Hugo Weaving jako Jonathan Wheats
- Josephine Byrnes jako Beth Wheats
- Mitchell McMahon jako Roland Copping (młody)
- Andrew McMahon jako Matthew (młody)
- Rebel PenfoldjakoRussell jako matka
- Peter Mochrie jako Michael Allen
- Helen O'Connor jako Margaret
- Colleen Clifford jako pani Waterson
- Vincent Ball jako Judge
- Gandhi MacIntyre jako Cartel Valuer
- Christina Ormani jako dziewczyna
- Nicholas Hammond jako detektyw Simms
- Kee Chan jako detektyw Alan
- Ian Cockburn jako Matthew